# Dassault-Breguet-Dornier Alpha Jet

Alpha Jet

De Alpha Jet is een lichte aanvalsjager die vooral wordt gebruikt als geavanceerd trainingsvliegtuig door de Franse, Belgische, Kameroense, Thaise en Portugese luchtmacht.
De Alpha Jet werd ontwikkeld door het Franse Avions Marcel Dassault-Breguet Aviation en het Duitse Dornier. Het toestel is vanaf 1977 in gebruik.